# Distrikt Masin
Der Distrikt Masin liegt in der Provinz Huari in der Region Ancash in West-Peru. Der Distrikt wurde am 2. Februar 1956 gegründet. Er besitzt eine Fläche von 75,2 km². Beim Zensus 2017 wurden 1452 Einwohner gezählt. Im Jahr 1993 lag die Einwohnerzahl bei 2529, im Jahr 2007 bei 1948. Die Distriktverwaltung befindet sich in der 2550 m hoch gelegenen Ortschaft Masin mit 645 Einwohnern (Stand 2017). Masin liegt 8,5 km ostsüdöstlich der Provinzhauptstadt Huari.

## Geographische Lage
Der Distrikt Masin liegt zentral in der Provinz Huari. Der Río Puchca fließt entlang der südlichen Distriktgrenze in Richtung Ostnordost.
Der Distrikt Masin grenzt im Westen und im Norden an den Distrikt Cajay sowie im Südosten an die Distrikte Pontó, Rahuapampa und Huachis.